# Dilleniaceae
Dilleniaceae is de botanische naam voor een familie van tweezaadlobbige planten. Ze is bekend onder tuinders vanwege het geslacht Hibbertia, dat veel commercieel waardevolle soorten bevat.
Deze familie wordt universeel erkend door systemen voor plantentaxonomie, ook door het APG-systeem (1998) en het APG II-systeem (2003). Die laatste systemen plaatsen de familie niet in een orde, alhoewel de mogelijkheid genoemd wordt een orde Dilleniales te herstellen voor deze ene familie. Dit laatste is de keuze van de Angiosperm Phylogeny Website en de NCBI-website. Ook het Cronquist systeem (1981) plaatste deze familie in een orde met die naam.
De familie bestaat uit enkele honderden soorten in een klein dozijn geslachten, die in de tropen en subtropen en geheel Australië voorkomen. De soorten zijn meestal houtige planten, maar variëren van kruidachtige planten tot grote bomen.
De bladeren zijn enkelvoudig en afwisselend, steunblaadjes zijn afwezig of vleugelachtig en vergroeid met de stengel. De bloemen zijn veelzijdig symmetrisch, meestal tweeslachtig maar soms eenslachtig. Het bloemdek bestaat uit vijf kelkbladeren en meestal vijf kroonbladeren die dakpansgewijs over elkaar liggen. Het androecium bevat talrijke gescheiden of gebundelde meeldraden. Het gynoecium bevat meerdere gescheiden, enkelvoudige stampers, elk met een bovenstandig, eenhokkig vruchtbeginsel met één tot veel zaadknoppen. De vrucht is een kokervrucht of bes-achtig.